# Mesnil-Martinsart
Mesnil-Martinsart település Franciaországban, Somme megyében. Lakosainak száma 237 fő (2022. január 1.). Mesnil-Martinsart Albert, Auchonvillers, Authuille, Aveluy, Beaumont-Hamel, Bouzincourt és Englebelmer községekkel határos.

## Népesség
A település népességének változása:
| Lakosok száma | 242  | 233  | 238  | 238  | 237  | 235  | 234  | 236  | 237  |
|               | 2013 | 2015 | 2016 | 2017 | 2018 | 2019 | 2020 | 2021 | 2022 |